# Kapitalet. Tredje boken
Kapitalet. Kritik av den politiska ekonomin. Tredje boken (Kapitalet III) (det tyska originalets titel: ‘’Das Kapital. Kritik der politischen Ökonomie. Dritter Band’’) är en samhällsvetenskaplig bok utgiven i Hamburg 1894. Boken är sammanställd av Friedrich Engels på grundval av manuskript som Karl Marx efterlämnade sig. Kapitalet III är den tredje och sista delen av Karl Marx magnum opus Kapitalet. I boken behandlas teman på en mer konkret nivå än i de båda första böckerna. Marx tar här steget från att diskutera värden till att diskutera priser. Konkurrensens verkningar förs in i analysen, och teorin om en utjämnad, allmän profitkvot behandlas.

## Innehåll
Kapitalet III består av 52 kapitel uppdelade på sju avdelningar. I den första avdelningen diskuterar Marx förvandlingen av mervärde till profit. Enligt honom är profiten den form av kapitalistisk vinst som syns vid det första ögonkastet. Som analysen i Kapitalet I visat är det dock i själva verket det mervärdeskapande arbetet, och inte det satsade kapitalet, som på samhällelig nivå bestämmer vinsten.
Den andra avdelningen behandlar uppkomsten av en genomsnittsprofit. Då kapitalets organiska sammansättning skiljer sig åt i olika produktionsgrenar blir mervärdet olika, givet konstant mervärdeskvot. Trots detta gör konkurrensen att en allmän profitkvot uppstår.
Tredje avdelningen handlar om “lagen om profitkvotens fallande tendens”. Här menar Marx att det finns en tendens hos kapitalismen att öka det konstanta kapitalet i relation till det variabla kapitalet, något som enligt analysen i Kapitalet I skulle leda till en minskad profitkvot. Marx påtalar dock att det finns motverkade tendenser, och att det därmed inte alls är nödvändigt för profitkvoten att falla.
I den fjärde avdelningen förs handelskapitalet in i analysen. Den femte avdelningen behandlar det räntebärande kapitalet. Sjätte avdelningen handlar om jordräntan, och den sjunde och avslutande avdelningen berör revenyerna och deras källor.

## Bokens uppkomst
Kapitalet III bygger på manuskript som Marx efterlämnade vid sin död. Själv förmådde han aldrig sammanställa boken. Hans vän Engels såg som sin uppgift att i möjligaste mån skapa en publicerbar bok av manuskripten.
De manuskript som Engels använde härrör från åren 1864-1865, och var alltså skrivna innan Marx publicerade Kapitalets första bok 1867. Engels själv skrev i sitt förord till Kapitalet III att han begränsat redigeringsarbetet till ett minimum och att han markerat de ändringar som inte enbart varit av redaktionell natur.  När Marx originalmanuskript publicerades inom ramarna för MEGA (2)-projektet under 1990-talet visade det sig dock att Engels ingrepp i texterna var större och sämre dokumenterade än vad Engels själv hävdat. Somliga kritiker menar att det först med tillgång till originalmanuskripten som vi kan få en bild av Marx ekonomiska teorier, utan att bli influerade av Engels egna idéer.

## Mottagandet av boken
Det tog Engels tio år att genomföra arbetet med att skapa en publiceringsduglig version av Kapitalet III. Under de tio år som gick mellan publiceringen av Kapitalet II och Kapitalet III hade en omfattande diskussion brutit ut där man försökte lösa de problem som lämnats olösta i Kapitalet II och vars lösning man misstänkte att Marx skulle försöka ge i Kapitalet III. Dessa diskussioner fortsatte även efter det att Kapitalet III hade blivit publicerad, bl.a. eftersom flera kritiker menade att Marx lösningar inte var godtagbara.
Den enskilda frågeställning som kom att få den främsta rollen i debatten var det s.k. transformationsproblemet, dvs. omvandlingen av värden till priser. Debatten om detta problem har fortgått och det finns fortfarande olika åsikter om hur problemet ska lösas.

## Senare diskussioner
Efter publiceringen av Marx originalmanuskript har debatten kring Kapitalet III tagit ny fart. De ändringar som Engels företog i texten är större än vad man tidigare känt till, och i vissa fall anses Engels kraftigt ha förvanskat Marx teorier. Vissa sentida kritiker menar att Engels förenklat Marx teorier och förvridit tyngdpunkten. Ett exempel på detta är teorin om profitkvotens fallande tendens, där Engels mer tydligt än i Marx manuskript beskriver detta som en “lag”.

## Utgivningar på svenska
Kapitalet III har översatts till svenska två gånger. Första gången var av Rickard Sandler 1933 och andra gången av Ruth Boman 1973.
- Marx, Karl (1930-1932). Kapitalet: kritik av den politiska ekonomin. Stockholm. Libris 1181018
- Marx, Karl; Bohman Ivan (1973). Kapitalet: kritik av den politiska ekonomin. Bok 3, Den politiska ekonomins totalprocess. Lund: A-Z. Libris 13526. ISBN 91-504-0054-1